# Thomas Ereu
Thomas Ereu (Acarigua, 25 ottobre 1979) è un pallavolista venezuelano.
Gioca nel ruolo di schiacciatore nel Teruel.

## Carriera
Thomas Ereu arriva in Italia nella stagione 2000-01 e disputa un campionato di Serie A2 con la maglia della Pallavolo Mantova, che si concluderà con la retrocessione in Serie B1.
Nella stagione 2002-03 si trasferisce in Spagna, dove disputa un campionato con il Club Voleibol Málaga e due con il Club Voleibol Arona, con cui vince la Coppa del Re 2003-04 e la Supercoppa spagnola 2004. In questo periodo entra a far parte della nazionale venezuelana, con la quale vince la medaglia d'oro ai Giochi panamericani del 2003.
Nella stagione 2005-06 torna nel campionato italiano, dove per due annate gioca nel Salento d'Amare Taviano, con cui vince la Coppa Italia di Serie A2. Terminata questa esperienza si trasferisce in Grecia, all'Enose Athlopaidion Patron, prima di fare ritorno in Italia per altre due stagioni, una alla Pallavolo Pineto, con cui esordisce in Serie A1, e una con la Pallavolo Loreto. Conquista con la nazionale la medaglia di bronzo nella Coppa America 2008.
Nella stagione 2011-12 si trasferisce alla Pallavolo Genova, ma un infortunio al tendine d'Achille durante la preparazione estiva lo porta alla rescissione del contratto e a un anno di stop. Ritorna in campo per la stagione 2013-14 quando è tesserato per il Club Voleibol Teruel, con cui vince la sua seconda supercoppa spagnola e lo scudetto.
Nell'annata 2014-15 difende i colori del club francese del Saint-Nazaire Volley-Ball Atlantique, in Ligue A, tornando nel massimo campionato spagnolo nella stagione seguente, quando viene ingaggiato dal Mediterráneo. Dal campionato 2016-17 torna al Teruel, dove conquista tre Supercoppe spagnole aggiudicandosi il premio individuale come miglior giocatore nell'edizione 2016, una Coppa del Re (venendo nominato MVP della manifestazione) e un campionato.

## Palmarès

### Club
- Campionato spagnolo: 2

2013-14, 2017-18
- Coppa del Re: 2

2003-04, 2017-18
- Supercoppa spagnola: 5

2004, 2013, 2016, 2017, 2018
- Coppa Italia di Serie A2: 1

2005-06

### Nazionale (competizioni minori)
- Giochi panamericani 2003
- Coppa America 2008

### Premi individuali
- 2006 - Coppa Italia di Serie A2: MVP
- 2016 - Supercoppa spagnola: MVP
- 2018 - Coppa del Re: MVP